# Áreas naturales protegidas de Brasil

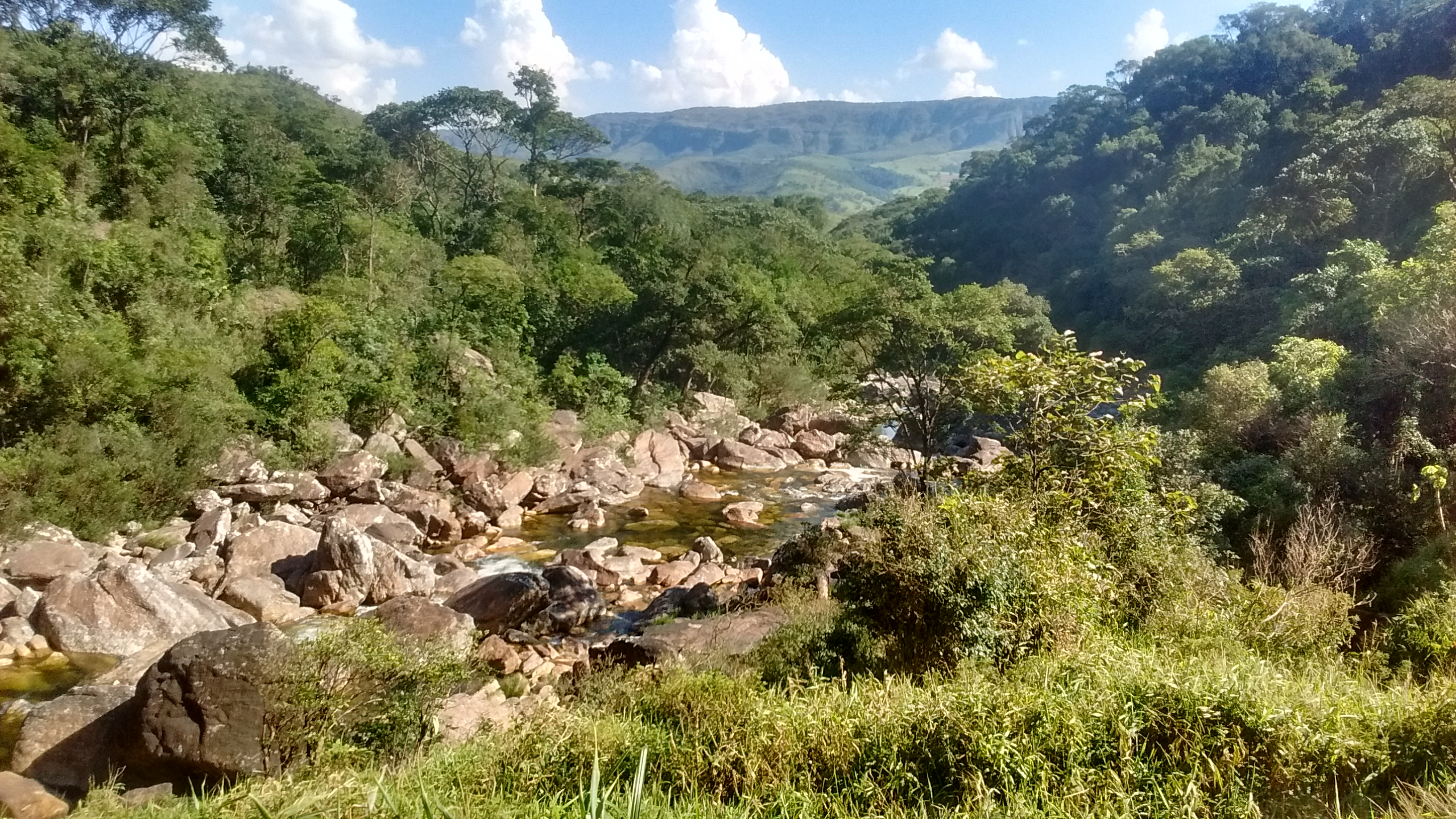
Río San Francisco en el parque nacional de la Sierra de Canastra.

En Brasil, las áreas naturales protegidas se organizan en el «Sistema Nacional de Unidades de Conservación de la Naturaleza» (SNUC), que fue instituido en el país el 18 de julio de 2000, a través de la aprobación de la ley n.º 9.985, la cual establece el modo de ordenar las áreas protegidas en los niveles federal, estatal y municipal de la República Federativa de Brasil.

## Sistema Nacional de Unidades de Conservación de la Naturaleza

### Fines del Sistema
Los objetivos del SNUC, de acuerdo con lo dispuesto en la Ley, son los siguientes:
- contribuir al mantenimiento de la diversidad biológica y de los recursos genéticos en el territorio nacional y en las aguas jurisdiccionales;
- proteger las especies amenazadas de extinción en el ámbito regional y nacional;
- contribuir para la preservación y la restauración de la diversidad de ecosistemas naturales;
- promover el desarrollo sostenible a partir de los recursos naturales;
- promover la utilización de los principios y prácticas de conservación de la naturaleza en el proceso de desarrollo;
- proteger paisajes naturales y poco alterados de notable belleza escénica;
- proteger las características de naturaleza geológica, geomorfológica, espeleológica, paleontológica y cultural;
- proteger y recuperar recursos hídricos y edáficos;
- recuperar o restaurar ecosistemas degradados;
- proporcionar mejoras e incentivos para actividades de investigación científica, estudios y mejora ambiental;
- valorizar económica y socialmente la diversidad biológica;
- favorecer condiciones y promover la educación e interpretación ambiental, la recreación en contacto con la naturaleza y el turismo ecológico;
- proteger los recursos naturales necesarios para la subsistencia de las poblaciones tradicionales, respetando y valorando su conocimiento y su cultura y promoviéndolas social y económicamente.

### Unidades de protección
La consolidación del SNUC busca la conservación in situ de la diversidad biológica a largo plazo, siendo el eje fundamental del proceso conservacionista. Establece también la necesaria relación de complementariedad entre las diferentes categorías de unidades de conservación, organizándolas de acuerdo con sus objetivos de manejo y tipos de uso:
- Unidades de Protección Integral. Las unidades de protección integral tienen como objetivo básico la preservación da naturaleza, siendo admitido el uso indirecto de sus recursos naturales, con excepción de los casos previstos en la Ley de SNUC. Este grupo está compuesto por las siguientes categorías de unidades de conservación:

- Estación ecológica. Tiene como objetivo la preservación de la naturaleza y la realización de investigaciones científicas. Está prohibida la visita pública, excepto con objetivo educacional y la investigación científica depende de autorización previa del órgano competente.

- Reserva biológica: Tiene como objetivo la preservación integral de la biota y demás atributos naturales existentes en sus límites, sin interferencia humana directa o modificaciones ambientales, exceptuándose las medidas de recuperación de sus ecosistemas alterados y las acciones de manejo necesarias para recuperar y preservar el equilibrio natural, la diversidad biológica y los procesos ecológicos.

- Parque nacional: Tiene como objetivo básico la preservación de ecosistemas naturales de gran relevancia ecológica y belleza escénica, posibilitando la realización de investigaciones científicas y el desenvolvimiento de actividades de educación e interpretación ambiental, de recreación en contacto con la naturaleza y de turismo ecológico (en septiembre de 2010, hay 67 parques nacionales).

- Monumento natural. Tiene como objetivo básico preservar sitios naturales raros, singulares o de gran belleza escénica.

- Refugio de vida silvestre. Tiene como objetivo proteger ambientes naturales donde se aseguran condiciones para la existencia o reproducción de especies o comunidades de flora local y de fauna residente o migratoria.

- Unidades de uso sostenible. Las unidades de uso sostenible tienen como objetivo básico compatibilizar la conservación de la naturaleza con el uso directo de parcela de sus recursos naturales. Este grupo se divide en las siguientes categorías:

- Área de protección ambiental: área en general extensa, con un cierto grado de ocupación humana, dotada de atributos abióticos, bióticos, estéticos o culturales especialmente importantes para la calidad de vida y el bienestar de las poblaciones humanas, y tiene como objetivos básicos proteger la diversidad biológica, disciplinar o proceso de ocupación y asegurar la sostenibilida de los usos de los recursos naturales.

- Área de relevante interés ecológico: área en general de pequeña extensión, con poca o ninguna ocupación humana, con características naturales extraordinarias o que abriga ejemplares raros de la biota regional, y tiene como objetivo mantener los ecosistemas naturales de importancia regional o local y regular el uso admisible de esas áreas, de modo que sea compatible con los objetivos de conservación de la naturaleza.

- Bosque Nacional: área con cobertura forestal de especies predominantemente nativas y tiene como objetivo básico o uso múltiplo sostenible de los recursos forestales y la investigación científica, con énfasis en los métodos para exploración sostenible de forestas nativas.

- Reserva extractivista: área utilizada por poblaciones locales, cuya subsistencia se basa en el extractivismo y, complementariamente, en la agricultura de subsistencia y en la cría de animales de pequeño porte, y tiene como objetivos básicos proteger los medios de vida y la cultura de esas poblaciones, y asegurar el uso sostenible de los recursos naturales de la unidad.

- Reserva de fauna: área natural con poblaciones animales de especies nativas, terrestres o acuáticas, residentes o migratorias, adecuadas para estudios técnico-científicos sobre el manejo económico sostenible de recursos faunísticos.

- Reserva de Desarrollo Sostenible: área natural que abriga poblaciones tradicionales, cuya existencia se basa en sistemas sostenibles de exploración de los recursos naturales, desarrollados a lo largo de generaciones y adaptados a las condiciones ecológicas locales y que desempeñan un papel fundamental en la protección de la naturaleza y en el mantenimiento de la diversidad biológica.

- Reserva particular de Patrimonio Natural. Es un área privada, gravada a perpetuidad, con el objetivo de conservar la diversidad biológica.

## Parques nacionales de Brasil
Brasil tiene 74 parques nacionales (julio de 2019), una de las categorías de unidades de conservación de protección integral de la naturaleza definidas en la ley del Sistema Nacional de Unidades de Conservación de la Naturaleza. Son administrados por el Instituto Chico Mendes para la Conservación de la Biodiversidad (ICMBio), una autarquía de régimen especial vinculada al Ministerio del Medio ambiente creada en 2007. Tiene como objetivo básico la preservación de ecosistemas naturales de gran relevancia ecológica y belleza paisajística, posibilitando la realización de investigaciones científicas y el desarrollo de educación e interpretación ambiental, de recreação en contacto con la naturaleza y de turismo ecológico.
El primer parque nacional, el parque nacional de Itatiaia en Río de Janeiro, fue creado a través del Decreto n.º 1713, emitido en 14 de junio de 1937 por Getúlio Vargas, a partir de la Estación Biológica de Itatiaia. La creación de ese parque fue seguida por el de Iguaçu en Paraná, en 10 de enero de 1939, y por el de la Sierra de los Órganos, en 30 de noviembre de 1939, también en Río de Janeiro. El número de parques nacionales en Brasil aumentó considerablemente en las últimas dos décadas: en 1990 eran sólo 33 los parques, que pasaron a ser 67 en 2010. Varían en área de forma extrema: el más pequeño es el de la Tijuca, con poco menos de 40 km², mientras que el mayor es el de las  Montañas del Tumucumaque, con más de 38 000 km².
Todos los biomas brasileños poseen parques nacionales, siendo que 24 de ellos están en la Mata Atlântica, 20 en la Amazonia, 15 en el Cerrado, 8 en la Caatinga, 3 en el bioma marino y 1 en el Pampa y en el Pantanal. Esa distribución desigual muestra que algunos biomas se encuentran deficientes en unidades de conservación. Además de eso, principalmente en la Amazonia, muchos parques carecen de infraestructura, tanto para visitação, cuanto para fiscalización, lo que los hace vulnerables a la deforestación, caza furtiva y minería. Existen problemas con relación a la situación fundiária de algunos parques, principalmente por haber sido creados en la última década, habiendo dificultades en su implementación. A pesar de que la Amazonia y a la Mata Atlántica tengan la mayor cantidad de parques nacionales, ellos protegen sólo 5% y 1% de la vegetación, respectivamente.
La visita sólo está permitida en aquellos parques que tienen plan de manejo y de uso público. En 2011, sólo 26 parques estaban oficialmente abiertos al público y proporcionaban datos sobre el número de visitantes. De estos, el parque nacional del Iguaçu y el parque nacional de la Tijuca fueron los más visitados, con cerca de 71% de las visitas realizadas a los parques brasileños. Los demás parques recibieron flujo de visitantes, pero sin control, normas o planificación. Los parques nacionales del Araguaia y del Pico de la Neblina están cerrados por cuestiones jurídicas a causa del solapamiento con tierras indígenas.

## Anexo:Parques nacionales de Brasil
La siguiente tablase ha ordenado cronológicamente por fecha de establecimiento. Los parques nacionales pueden tener otras figuras de protección:
- Parque que forma parte del Patrimonio de la Humanidad de la Unesco (Pat. Unesco)

- Parque que forma parte de una reserva de la biosfera (Res. biosfera)
- Parque que forma parte de un sitio Ramsar
- Parque que forma parte del Patrimonio de la Humanidad y de una reserva de la biosfera o un sitio Ramsar

| Imagen | N.º | Fecha de declaración     | Denominación                                                           | Estado(s)                            | Municipio(s) | Área (km²)   | Visitantes (hab.) | Otras protecciones                                                                                                |
|        | 01  | 14 de junio de 1937      | Parque nacional de Itatiaia                                            | Minas Gerais · Río de Janeiro        | Itamonte, Alagoa y Bocaina de Minas (MG) Itatiaia y Resende (RJ)                                                              | 28 084,10    | 117 974           | —— |
|        | 02  | 10 de enero de 1939      | Parque nacional del Iguazú                                             | Paraná                               | Foz do Iguaçu, Medianeira, Matelândia, Céu Azul y São Miguel do Iguaçu.                                                       | 169 695,88   | 1 550 607         | Pat. Unesco (Iguazú, 1986)                                                                                        |
|        | 03  | 30 de noviembre de 1939  | Parque nacional de la Sierra de los Órgãos                             | Río de Janeiro                       | Teresópolis, Petrópolis, Guapumirim y Majé                                                                                    | 20 020,54    | 217 764           | Res. biosfera (Mata Atlántica, 1993)                                                                              |
|        | 04  | 30 de abril de 1959      | Parque nacional de Ubajara                                             | Ceará                                | Ubajara, Tianguá y Frecheirinha                                                                                               | 6271,23      | 109 118           | Res. biosfera (Mata Atlántica, 1993)                                                                              |
|        | 05  | 17 de diciembre de 1959  | Parque nacional de Aparados da Serra                                   | Río Grande del Sur · Santa Catarina  | Cambará do Sul (RS) Praia Grande (SC)                                                                                         | 13 141,05    | 52 800            | Res. biosfera (Mata Atlántica, 1993)                                                                              |
|        | 06  | 17 de diciembre de 1959  | Parque nacional del Araguaia                                           | Tocantins                            | Lagoa da Confusão y Santa Teresinha                                                                                           | 555 517,83   | n/d               | Sitio Ramsar (Isla de Bananal, 1993)                                                                              |
|        | 07  | 11 de enero de 1961      | Parque nacional de las Emas                                            | Goiás                                | Mineiros | 132 642,07   | 1367              | Pat. Unesco (Chapada dos Veadeiros y Emas, 2001)                                                                  |
|        | 08  | 24 de mayo de 1961       | Parque nacional de Caparaó                                             | Espírito Santo · Minas Gerais        | Lúna, Alegre, Dores do Rio Preto y Divino de São Lourenço (ES) Alto Caparaó y Espera Feliz (MG)                               | 31 762,93    | 28 933            | Res. biosfera (Mata Atlántica, 1993)                                                                              |
|        | 09  | 8 de junio de 1961       | Parque nacional de Sete Cidades                                        | Piauí                                | Piripiri | 6303,64      | 29 002            | —— |
|        | 10  | 6 de julio de 1961       | Parque nacional de San Joaquín                                         | Santa Catarina                       | Urubici, Bom Jardim da Serra, Orleães y Grão-Pará                                                                             | 49 300       | 87 650            | Res. biosfera (Mata Atlántica, 1993)                                                                              |
|        | 11  | 6 de julio de 1961       | Parque nacional de la Tijuca                                           | Río de Janeiro                       | Ciudad de Río de Janeiro | 3958,47      | 3 113 913         | —— |
|        | 12  | 17 de noviembre de 1961  | Parque nacional de la Chapada de los Veadeiros                         | Goiás                                | Alto Paraíso de Goiás y Cavalcante                                                                                            | 64 795,37    | 20 607            | Pat. Unesco (Chapada dos Veadeiros y Emas, 2001)                                                                  |
|        | 13  | 20 de noviembre de 1961  | Parque nacional e histórico del Monte Pascoal                          | Bahía                                | Porto Seguro | 22 383       | n/d               | Pat. Unesco (Costa del descubrimiento - Reservas del bosque atlántico, 1999) Res. biosfera (Mata Atlántica, 1993) |
|        | 14  | 29 de noviembre de 1961  | Parque nacional de Brasilia                                            | Distrito Federal                     | Brasilia | 42 355,54    | 229 119           | —— |
|        | 15  | 3 de abril de 1972       | Parque nacional de la Sierra de la Canastra                            | Minas Gerais                         | São Roque de Minas, Sacramento y Delfinópolis.                                                                                | 197 809,78   | 35 390            | —— |
|        | 16  | 8 de junio de 1972       | Parque nacional de la Sierra de Bocaina                                | Río de Janeiro · São Paulo           | Parati (RJ) Areias, Cunha, São José do Barreiro y Ubatuba (SP)                                                                | 104 044,89   | 84 666            | —— |
|        | 17  | 12 de febrero de 1974    | Parque nacional de la Amazonia                                         | Amazonas · Pará                      | Itaituba | 1 084 895,62 | 1111              | —— |
|        | 18  | 5 de junio de 1979       | Parque nacional de la Sierra de la Capibara                            | Piauí                                | São Raimundo Nonato, Brejo do Piauí, Coronel José Dias y João Costa.                                                          | 91 848,88    | 14 163            | Pat. Unesco (P.N. Serra da Capivara, 1991)                                                                        |
|        | 19  | 5 de junio de 1979       | Parque nacional del Pico de la Neblina                                 | Amazonas                             | São Gabriel da Cachoeira | 2 252 616,84 | n/d               | —— |
|        | 20  | 21 de septiembre de 1979 | Parque nacional de Pacaás Nuevos                                       | Rondonia                             | Mirante da Serra, São Miguel do Guaporé, Alvorada d’Oeste, Gobernador Jorge Teixeira, Campo Novo, Nova Mamoré y Guajará-Mirim | 708 664,30   | n/d               | —— |
|        | 21  | 15 de julio de 1980      | Parque nacional del Cabo Orange                                        | Amapá                                | Calçoene y Oiapoque | 657 318,06   | n/d               | —— |
|        | 22  | 20 de septiembre de 1980 | Parque nacional del Jaú                                                | Amazonas                             | Novo Airão y Barcelos | 2 367 333,44 | 1112              | Pat. Unesco (Complejo de conservación de la Amazonia central, 2000)                                               |
|        | 23  | 2 de junio de 1981       | Parque nacional de los Lençóis Maranhenses                             | Maranhão                             | Barreirinhas y Primeira Cruz                                                                                                  | 156 605,72   | 38 190            | —— |
|        | 24  | 2 de junio de 1981       | Parque nacional de Anavilhanas                                         | Amazonas                             | | 340 831,53   | n/d               | Pat. Unesco (Complejo de conservación de la Amazonia central, 2000)                                               |
|        | 25  | 24 de septiembre de 1981 | Parque nacional del Pantanal Matogrossense                             | Mato Grosso · Mato Grosso del Sur    | Poconé | 135 606,47   | n/d               | Pat. Unesco (Área de conservación del Pantanal, 2000) Sitio Ramsar (Pantanal Matogrossense, 1993)                 |
|        | 26  | 6 de abril de 1983       | Parque nacional marino de los Abrolhos Primer parque marino de Brasil) | Bahía                                | Alcobaça y Caravelas | 87 942,03    | 4545              | Sitio Ramsar (Parque de los Abrolhos, 2010)                                                                       |
|        | 27  | 17 de septiembre de 1985 | Parque nacional de la Chapada de la Diamantina                         | Bahía                                | Lençóis, Andaraí, Palmeiras, Ibicoara y Mucugê                                                                                | 152 141,87   | n/d               | Res. biosfera (Mata Atlántica, 1993)                                                                              |
|        | 28  | 6 de noviembre de 1986   | Parque nacional de la Laguna del Pez                                   | Río Grande del Sur                   | Tavares, Mostardas y São José do Norte                                                                                        | 36 721,71    | n/d               | Res. biosfera (Mata Atlántica, 1993) Sitio Ramsar RRORHO Lagoa do Peixe RRORHO Lagoa do Peixe                     |
|        | 29  | 30 de septiembre de 1987 | Parque nacional de la Sierra del Cipó                                  | Minas Gerais                         | Jaboticatubas, Santana do Riacho, Morro do Pilar y Conceição do Mato Dentro                                                   | 31 639,18    | 14 728            | —— |
|        | 30  | 14 de septiembre de 1988 | Parque nacional marino de Fernando de Noronha                          | Pernambuco                           | - | 10 927,64    | 39 190            | Pat. Unesco (Islas atlánticas brasileñas, 2001)                                                                   |
|        | 31  | 12 de abril de 1989      | Parque nacional de la Chapada de los Guimarães                         | Mato Grosso                          | Chapada dos Guimarães | 32 769,55    | 135 090           | —— |
|        | 32  | 12 de abril de 1989      | Parque nacional Grande Sertão Veredas                                  | Bahía · Minas Gerais                 | Cocos (BA) Formoso, Arinos, Januária y São Francisco (MG)                                                                     | 230 853,42   | n/d               | —— |
|        | 33  | 25 de abril de 1989      | Parque nacional del Superagüi                                          | Paraná                               | Guaraqueçaba | 33 860,36    | 2086              | Pat. Unesco (Bosque atlántico - Reserva del sudeste, 1999) Res. biosfera (Mata Atlántica, 2000)                   |
|        | 34  | 16 de junio de 1989      | Parque nacional de la Sierra del Divisor                               | Acre                                 | Cruzeiro do Sul, Mâncio Lima, Rodrigues Alves, Porto Válter y Marechal Thaumaturgo                                            | 837 555,19   | n/d               | —— |
|        | 35  | 28 de junio de 1989      | Parque nacional del Monte Roraima                                      | Roraima                              | - | 116 747,80   | n/d               | —— |
|        | 36  | 20 de mayo de 1992       | Parque nacional de la Sierra Geral                                     | Río Grande del Sur · Santa Catarina  | Cambará do Sul y São Francisco de Paula - Praia Grande y Jacinto Machado                                                      | 17 301,89    | 31 612            | —— |
|        | 37  | 30 de septiembre de 1997 | Parque nacional de Isla Grande                                         | Mato Grosso del Sur · Paraná         | Mundo Novo, Eldorado, Naviraí y Itaquiraí (MS) Vila Alta, São Jorge do Patrocínio, Altônia y Icaraíma (PR)                    | 76 033,12    | 3405              | Res. biosfera (Mata Atlántica, 1993)                                                                              |
|        | 38  | 29 de abril de 1998      | Parque nacional Sierra de la Mocidade                                  | Roraima                              | Caracaraí | 376 812,61   | n/d               | —— |
|        | 39  | 29 de abril de 1998      | Parque nacional del Viruá                                              | Roraima                              | Caracaraí | 241 948,07   | n/d               | —— |
|        | 40  | 29 de abril de 1998      | Parque nacional de la Restinga de Jurubatiba                           | Río de Janeiro                       | Macaé, Quiçamã y Carapebus | 14 867,28    | n/d               | —— |
|        | 41  | 2 de octubre de 1998     | Parque nacional de la Sierra de las Confusões                          | Piauí                                | Caracol, Guaribas, Santa Luz y Cristino Castro                                                                                | 823 843,08   | n/d               | Res. biosfera (Mata Atlántica, 1993)                                                                              |
|        | 42  | 20 de abril de 1999      | Parque nacional del Descubrimiento                                     | Bahía                                | | 22 693,97    | n/d               | —— |
|        | 43  | 20 de abril de 1999      | Parque nacional del Palo Brasil                                        | Bahía                                | | 19 027,22    | n/d               | Pat. Unesco (Costa del descubrimiento - Reservas del bosque atlántico, 1999) Res. biosfera (Mata Atlántica, 1993) |
|        | 44  | 21 de septiembre de 1999 | Parque nacional Cavernas del Peruaçu                                   | Minas Gerais                         | | 56 448,32    | n/d               | —— |
|        | 45  | 21 de septiembre de 2000 | Parque nacional de la Sierra de la Bodoquena                           | Mato Grosso del Sur                  | | 77 021,58    | n/d               | Res. biosfera (Mata Atlántica, 1993)                                                                              |
|        | 46  | 1 de agosto de 2001      | Parque nacional Sierra de la Cutia                                     | Rondonia                             | Guajará-Mirim | 283 501,38   | n/d               | —— |
|        | 47  | 23 de noviembre de 2001  | Parque nacional Saint-Hilaire-Lange                                    | Paraná                               | Matinhos, Guaratuba, Morretes y Paranaguá                                                                                     | 25 118,90    | n/d               | —— |
|        | 48  | 16 de julio de 2002      | Parque nacional de las Nacientes del Río Parnaíba                      | Bahía · Maranhão · Piauí · Tocantins | | 724 324,61   | n/d               | —— |
|        | 49  | 4 de febrero de 2002     | Parque nacional de Jericoacoara                                        | Ceará                                | Jijoca de Jericoacoara y Cruz                                                                                                 | 8862,89      | 400 400           | —— |
|        | 50  | 22 de agosto de 2002     | Parque nacional Montañas del Tumucumaque                               | Amapá · Pará                         | Pedra Branca, Serra do Navio, Laranjal do Jari, Oiapoque y Calçoene                                                           | 3 865 188,53 | n/d               | —— |
|        | 51  | 13 de diciembre de 2002  | Parque nacional del Catimbau                                           | Pernambuco                           | Buíque, Ibimirim y Tupanatinga                                                                                                | 62 294,14    |                   | —— |
|        | 52  | 13 de diciembre de 2002  | Parque nacional de las Sempre-Vivas                                    | Minas Gerais                         | Olhos-d'Água, Diamantina, Buenópolis y Bocaiúva                                                                               | 124 154,47   | n/d               | —— |
|        | 53  | 17 de febrero de 2005    | Parque nacional de la Sierra del Pardo                                 | Pará                                 | Altamira y São Félix do Xingu                                                                                                 | 445 407,99   | n/d               | —— |
|        | 54  | 15 de junio de 2005      | Parque nacional Sierra de Itabaiana                                    | Sergipe                              | Areia Branca, Laranjeiras, Itaporanga d'Ajuda e Campo do Brit                                                                 | 7998,99      | n/d               | —— |
|        | 55  | 19 de octubre de 2005    | Parque nacional de las Araucarias                                      | Santa Catarina                       | | 12 841       | n/d               | —— |
|        | 56  | 12 de diciembre de 2005  | Parque nacional de la Chapada de las Mesas                             | Maranhão                             | Carolina, Riachão y Estreito                                                                                                  | 159 951,62   | n/d               | —— |
|        | 57  | 13 de febrero de 2006    | Parque nacional del Jamanxim                                           | Pará                                 | | 859 797,04   | n/d               | —— |
|        | 58  | 13 de febrero de 2006    | Parque nacional del Río Novo                                           | Pará                                 | | 538 151,33   | n/d               | —— |
|        | 59  | 23 de marzo de 2006      | Parque nacional de los Campos Gerais                                   | Paraná                               | | 21 298,91    | n/d               | —— |
|        | 60  | 5 de junio de 2006       | Parque nacional del Juruena                                            | Amazonas · Mato Grosso               | | 1 958 203,56 | n/d               | —— |
|        | 61  | 21 de junio de 2006      | Parque nacional Campos Amazónicos                                      | Amazonas · Mato Grosso · Rondonia    | | 961 317,77   | n/d               | —— |
|        | 62  | 20 de diciembre de 2006  | Parque nacional de al Sierra del Itajaí                                | Santa Catarina                       | Ascurra, Apiúna, Blumenau, Botuverá, Gaspar, Guabiruba, Indaial, Presidente Nereu y Vidal Ramos                               | 57 374,71    | 621               | —— |
|        | 63  | 8 de mayo de 2008        | Parque nacional Nacientes del Lago Jari                                | Amazonas                             | | 812 745,18   | n/d               | —— |
|        | 64  | 5 de junio de 2008       | Parque nacional Mapinguari                                             | Amazonas · Rondonia                  | | 1 776 914,18 | n/d               | —— |
|        | 65  | 11 de junio de 2010      | Parque nacional del Alto Cariri                                        | Bahía                                | | 19 238,02    |                   | —— |
|        | 66  | 11 de junio de 2010      | Parque nacional de Boa Nova                                            | Bahía                                | | 12 065,31    | n/d               | —— |
|        | 67  | 11 de junio de 2010      | Parque nacional de Sierra de las Lontras                               | Bahía                                | | 11 343,69    | n/d               | —— |
|        | 68  | 5 de junio de 2012       | Parque nacional de la Furna Feia                                       | Río Grande del Norte                 | | 8517,63      | n/d               | —— |
|        | 69  | 20 de junio de 2013      | Parque nacional marino de las Islas de los Currais                     | Paraná                               | | 1359,69      | n/d               | —— |
|        | 70  | 13 de octubre de 2014    | Parque nacional Guaricana                                              | Paraná                               | | 49 286,87    | n/d               | —— |
|        | 71  | 13 de octubre de 2014    | Parque nacional de la Sierra del Gandarela                             | Minas Gerais                         | | 31 270,83    | n/d               | —— |
|        | 72  | 11 de mayo de 2016       | Parque nacional del Acari                                              | Amazonas                             | | 896 410,95   |                   | —— |
|        | 73  | 5 de junio de 2017       | Parque nacional de los Campos Ferruginosos                             | Pará                                 | | 790,86,83    | n/d               | —— |
|        | 74  | 5 de abril de 2018       | Parque nacional del Boqueirão de la Onça                               | Bahía                                | | 3469,08      | n/d               | —— |

## Parques Estatales de Brasil
Un Parque Estatal (PAREST) es un tipo de unidad de conservación regido por legislación específica e integrante del «Sistema Nacional de Unidades de Conservación de la Naturaleza» (SNUC). Un Parque Estatal es la misma figura que un parque nacional pero el parque es creado por ley Estatal no nacional y sus administradores son los institutos forestales de cada estado.
| Imagen | Declaración | Denominación                                     | Estado               | Municipios                                             | Superficie (Ha) |
| ------ | ----------- | ------------------------------------------------ | -------------------- | ------------------------------------------------------ | --------------- |
|        | -           | Parque Estatal Chandless                         | Acre                 |                                                        |                 |
|        | 2005        | Parque Estatal Guariba                           | Amazonas             | Manicoré                                               | 72.296          |
|        | 1990        | Parque Estatal Nhamundá                          | Amazonas             |                                                        | 195.900         |
|        | 1995        | Parque Estatal Rio Negro Setor Norte             | Amazonas             | Novo Airão                                             | 178.620         |
|        | -           | Parque Estatal Rio Negro Setor Sul               | Amazonas             | Manaos y Novo Airão                                    | 257.422         |
|        | 2003        | Parque Estatal Samaúma                           | Amazonas             | Manaos                                                 | 51              |
|        | 1990        | Parque Estatal Serra do Araça                    | Amazonas             | Barcelos                                               | 1.818.700       |
|        | 2005        | Parque Estatal Sucunduri                         | Amazonas             | Apuí                                                   | 808.312         |
|        | -           | Parque Estatal Cuieiras                          | Amazonas             |                                                        | 55.800          |
|        | 1996        | Parque Estatal Serra dos Martírios/Andorinhas    | Pará                 | São Geraldo do Araguaia                                | 176,76          |
|        | -           | Parque Estatal de Belém (Parque Ambiental)       | Pará                 |                                                        | 1.300           |
|        | -           | Parque Estatal Guajará-Mirim                     | Rondonia             |                                                        | 258.813         |
|        | -           | Parque Estatal Corumbiara                        | Rondonia             |                                                        | 586.031         |
|        | -           | Parque Estatal da Serra dos Parecis              | Rondonia             |                                                        | 38.950          |
|        | -           | Parque Estatal de Candeias                       | Rondonia             |                                                        | 8.985           |
|        | -           | Parque Estatal da Serra da Mocidade              | Roraima              |                                                        |                 |
|        | -           | Parque Estatal do Cantão                         | Tocantins            |                                                        |                 |
|        | 2001        | Parque Estatal do Jalapão                        | Tocantins            |                                                        | 150.000         |
|        | -           | Parque Estatal do Lajeado                        | Tocantins            |                                                        |                 |
|        | 1997        | Parque Estatal da Serra do Conduru               | Bahía                | Ilhéus, Itacaré y Uruçuca                              | 9.275           |
|        | 1998        | Parque Estatal Morro do Chapéu                   | Bahía                | Morro do Chapéu                                        | 46.000          |
|        | 2000        | Parque Estatal Sete Passagens                    | Bahía                | Miguel Calmon                                          | 2.821           |
|        | 1997        | Parque Estatal Marinho da Pedra da Risca do Meio | Ceará                | Fortaleza                                              | 3.320           |
|        | 1989        | Parque Ecológico do Cocó                         | Ceará                | Fortaleza                                              | 1.155,2         |
|        | 1980        | Parque Estatal do Bacanga                        | Maranhão             | São Luís                                               | 3.075           |
|        | 1988        | Parque Estatal da Lagoa da Jansen                | Maranhão             | São Luís                                               | 150             |
|        | 1980        | Parque Estatal do Mirador                        | Maranhão             | Mirador                                                | 500.000         |
|        | 1991        | Parque Estatal Marinho do Parcel do Manuel Luís  | Maranhão             | Cururupu                                               | 45.938          |
|        | 2000        | Parque Estatal da Pedra da Boca                  | Paraíba              | Araruna                                                | 157,5           |
|        | 2000        | Parque Estatal da Mata do Xém-xém                | Paraíba              | Bayeux                                                 | 181,22          |
|        | 2000        | Parque Estatal Marinho de Areia Vermelha         | Paraíba              | Cabedelo                                               | 230             |
|        | 2002        | Parque Estatal Pico do Jabre                     | Paraíba              | Maturéia                                               |                 |
|        | 1977        | Parque das Dunas                                 | Río Grande del Norte | Natal                                                  | 1.172           |
|        | 1994        | Parque Olhos D'Água                              | Distrito Federal     | Brasília - DF                                          | 24              |
|        | -           | Parque Ecológico da Serra de Jaraguá             | Goiás                |                                                        |                 |
|        | 1991        | Parque Estatal Altamiro de Moura Pacheco         | Goiás                | Goianápolis, Goiânia, Nerópolis y Terezópolis de Goiás | 3.872           |
|        | 2001        | Parque Estatal do Araguaia                       | Goiás                | Novo Santo Antônio                                     | 230.000         |
|        | 1970        | Parque Estatal Caldas Novas                      | Goiás                | Caldas Novas y Rio Quente                              |                 |
|        | 2002        | Parque Estatal de Paraúna                        | Goiás                | Paraúna                                                | 3.250           |
|        | 1987        | Parque Estatal dos Pireneus                      | Goiás                | Pirenópolis, Corumbá de Goiás y Cocalzinho de Goiás    | 2.833           |
|        | -           | Parque Estatal da Serra Dourada                  | Goiás                |                                                        |                 |
|        | 1995        | Parque Estatal Telma Ortegal                     | Goiás                | Abadía de Goiás                                        | 166             |
|        | 1989        | Parque Estatal Terra Ronca                       | Goiás                | São Domingos y Guaraní de Goiás                        | 57.000          |
|        | -           | Parque Estatal Águas do Cuiabá                   | Mato Grosso          |                                                        |                 |
|        | -           | Parque Estatal Águas Quentes                     | Mato Grosso          |                                                        |                 |
|        | -           | Parque Estatal do Araguaia                       | Mato Grosso          |                                                        |                 |
|        | 2001        | Parque Estatal dos Buritis                       | Mato Grosso          | Alta Floresta y Novo Mundo                             | 66.900          |
|        | -           | Parque Estatal do Cristalino                     | Mato Grosso          |                                                        |                 |
|        | -           | Parque Estatal do Cristalino II                  | Mato Grosso          |                                                        |                 |
|        | -           | Parque Estatal Dom Osório Stoffel                | Mato Grosso          |                                                        |                 |
|        | -           | Parque Estatal Encontró das Águas                | Mato Grosso          |                                                        |                 |
|        | 2000        | Parque Estatal Gruta da Lagoa Azul               | Mato Grosso          | Nobres                                                 | 12.512          |
|        | 2002        | Parque Estatal Guirá                             | Mato Grosso          | Cáceres                                                | 100.000         |
|        | -           | Parque Estatal Igarapés do Juruena               | Mato Grosso          |                                                        |                 |
|        | -           | Parque Estatal Masairo Okamura                   | Mato Grosso          |                                                        |                 |
|        | -           | Parque Estatal da Saúde                          | Mato Grosso          |                                                        |                 |
|        | 1997        | Parque Estatal da Serra de Ricardo Franco        | Mato Grosso          | Vila Bela da Santíssima Trindade                       | 158.620         |
|        | 1997        | Parque Estatal Serra de Santa Bárbara            | Mato Grosso          | Pontes e Lacerda y Porto Esperidião                    | 120.092         |
|        | 1994        | Parque Estatal da Serra Azul                     | Mato Grosso          | Barra do Garças                                        | 11.002          |
|        | -           | Parque Estatal Tucumã                            | Mato Grosso          |                                                        |                 |
|        | 2001        | Parque Estatal do Xingu                          | Mato Grosso          | Santa Cruz do Xingu                                    | 95.000          |
|        | -           | Parque Estatal das Nascentes do Rio Taquari      | Mato Grosso del Sur  |                                                        |                 |
|        | 1998        | Parque Estatal das Várzeas do Rio Ivinhema       | Mato Grosso del Sur  | Taquarussu, Jateí y Naviraí                            | 73.345          |
|        | 2000        | Parque Estatal do Pantanal do Rio Negro          | Mato Grosso del Sur  | Aquidauana y Corumbá                                   | 78.300          |
|        | 2000        | Parque Estatal Matas do Segredo                  | Mato Grosso del Sur  | Campo Grande                                           | 177,6           |
|        | 2001        | Parque Estatal da Serra de Sonora                | Mato Grosso del Sur  | Sonora                                                 | 7.913           |
|        | -           | Parque Estatal do Prosa                          | Mato Grosso del Sur  | Campo Grande                                           | 135             |
|        | -           | Parque Estatal de Itaúnas                        | Espírito Santo       |                                                        |                 |
|        | -           | Parque Estatal da Pedra Azul                     | Espírito Santo       |                                                        |                 |
|        | -           | Parque Estatal Paulo Cesar Vinha                 | Espírito Santo       |                                                        |                 |
|        | -           | Parque Estatal do Forno Grande                   | Espírito Santo       |                                                        |                 |
|        | -           | Parque Estatal da Fonte Grande                   | Espírito Santo       |                                                        |                 |
|        | -           | Parque Estatal de Mata das Flores                | Espírito Santo       |                                                        |                 |
|        | -           | Parque Estatal da Cachoeira da Fumaça            | Espírito Santo       |                                                        |                 |
|        | -           | Parque Estatal Baleia                            | Minas Gerais         |                                                        |                 |
|        | -           | Parque Estatal de Biribiri                       | Minas Gerais         |                                                        |                 |
|        | -           | Parque Estatal Grão Mogol                        | Minas Gerais         |                                                        |                 |
|        | -           | Parque Estatal do Ibitipoca (Ibitipoca)          | Minas Gerais         |                                                        |                 |
|        | -           | Parque Estatal do Itacolomi                      | Minas Gerais         |                                                        |                 |
|        | -           | Parque Estatal Lagoa do Cajueiro                 | Minas Gerais         |                                                        |                 |
|        | -           | Parque Estatal Mata Seca                         | Minas Gerais         |                                                        |                 |
|        | -           | Parque Estatal de Nova Baden                     | Minas Gerais         |                                                        |                 |
|        | -           | Parque Estatal Pico do Itambé                    | Minas Gerais         |                                                        |                 |
|        | -           | Parque Estatal Rio Corrente                      | Minas Gerais         |                                                        |                 |
|        | -           | Parque Estatal do Rio Doce                       | Minas Gerais         |                                                        |                 |
|        | -           | Parque Estatal do Rio Preto                      | Minas Gerais         |                                                        |                 |
|        | -           | Parque Estatal Serra das Araras                  | Minas Gerais         |                                                        |                 |
|        | -           | Parque Estatal Serra do Brigadeiro               | Minas Gerais         |                                                        |                 |
|        | -           | Parque Estatal da Serra do Cabral                | Minas Gerais         |                                                        |                 |
|        | -           | Parque Estatal Serra da Candonga                 | Minas Gerais         |                                                        |                 |
|        | -           | Parque Estatal Serra Negra                       | Minas Gerais         |                                                        |                 |
|        | -           | Parque Estatal Serra Nova                        | Minas Gerais         |                                                        |                 |
|        | -           | Parque Estatal Sete Salões                       | Minas Gerais         |                                                        |                 |
|        | -           | Parque Estatal da Serra do Papagaio              | Minas Gerais         |                                                        |                 |
|        | -           | Parque Estatal da Serra do Rola-Moça             | Minas Gerais         |                                                        |                 |
|        | -           | Parque Estatal Verde Grande                      | Minas Gerais         |                                                        |                 |
|        | -           | Parque Estatal Veredas do Peruaçu                | Minas Gerais         |                                                        |                 |
|        | -           | Parque Estatal da Chacrinha                      | Río de Janeiro       |                                                        |                 |
|        | -           | Parque Estatal do Desengano                      | Río de Janeiro       |                                                        |                 |
|        | -           | Parque Estatal da Ilha Grande                    | Río de Janeiro       |                                                        |                 |
|        | -           | Parque Estatal de Parati Mirim                   | Río de Janeiro       |                                                        |                 |
|        | -           | Parque Estatal da Pedra Branca                   | Río de Janeiro       |                                                        |                 |
|        | -           | Parque Estatal da Serra da Tiririca              | Río de Janeiro       |                                                        |                 |
|        | -           | Parque Estatal dos Três Picos                    | Río de Janeiro       |                                                        |                 |
|        | -           | Parque Estatal Marinho do Aventureiro            | Río de Janeiro       |                                                        |                 |
|        | -           | ARA (Assessoria de Referência Agrária)           | São Paulo            |                                                        |                 |
|        | -           | Parque Estatal Aguapeí                           | São Paulo            |                                                        |                 |
|        | -           | Parque Estatal Albert Loefgren                   | São Paulo            |                                                        |                 |
|        | -           | Parque Estatal Campina do Encantado              | São Paulo            |                                                        |                 |
|        | -           | Parque Estatal Campos do Jordão                  | São Paulo            |                                                        |                 |
|        | -           | Parque Estatal da Cantareira                     | São Paulo            |                                                        |                 |
|        | -           | Parque Estatal Carlos Botelho                    | São Paulo            |                                                        |                 |
|        | -           | Parque Estatal Fontes do Ipiranga                | São Paulo            |                                                        |                 |
|        | -           | Parque Estatal Furnas do Bom Jesus               | São Paulo            |                                                        |                 |
|        | -           | Parque Ecológico Guarapiranga                    | São Paulo            |                                                        |                 |
|        | -           | Parque Estatal Ilha Anchieta                     | São Paulo            |                                                        |                 |
|        | -           | Parque Estatal Ilha do Cardoso                   | São Paulo            |                                                        |                 |
|        | -           | Parque Estatal Ilhabela                          | São Paulo            |                                                        |                 |
|        | -           | Parque Estatal Intervales                        | São Paulo            |                                                        |                 |
|        | -           | Parque Estatal de Jacupiranga                    | São Paulo            |                                                        |                 |
|        | -           | Parque Estatal de Jaraguá                        | São Paulo            |                                                        |                 |
|        | -           | Parque Estatal do Juqueri                        | São Paulo            |                                                        |                 |
|        | -           | Parque Estatal Jurupará                          | São Paulo            |                                                        |                 |
|        | -           | Parque Estatal Mananciais de Campos do Jordão    | São Paulo            |                                                        |                 |
|        | -           | Parque Estatal Marinho da Laje de Santos         | São Paulo            |                                                        |                 |
|        | -           | Parque Ecológico Monsenhor Emílio José Salim     | São Paulo            |                                                        |                 |
|        | -           | Parque Estatal Morro do Diabo                    | São Paulo            |                                                        |                 |
|        | -           | Parque Estatal Nascentes do Tietê                | São Paulo            |                                                        |                 |
|        | -           | Parque Estatal Porto Ferreira                    | São Paulo            |                                                        |                 |
|        | -           | Parque Estatal Turístico do Alto Ribeira         | São Paulo            |                                                        |                 |
|        | -           | Parque Estatal da Serra do Mar                   | São Paulo            |                                                        |                 |
|        | -           | Parque Ecológico Tietê (Barueri, Cotia, Osasco)  | São Paulo            |                                                        |                 |
|        | -           | Parque Ecológico Tietê (zona leste)              | São Paulo            |                                                        |                 |
|        | -           | Parque Ecológico Várzea do Embu-Guaçu            | São Paulo            |                                                        |                 |
|        | -           | Parque Estatal Vassununga                        | São Paulo            |                                                        |                 |
|        | -           | Parque Estatal Xixová-Japuí                      | São Paulo            |                                                        |                 |
|        | -           | Parque Estatal Agudo da Cotia                    | Paraná               |                                                        |                 |
|        | -           | Parque Estatal de Amaporã                        | Paraná               |                                                        |                 |
|        | -           | Parque Estatal do Baguaçu                        | Paraná               |                                                        |                 |
|        | -           | Parque Estatal Bosque das Araucárias             | Paraná               |                                                        |                 |
|        | -           | Parque Estatal de Campinhos                      | Paraná               |                                                        |                 |
|        | -           | Parque Estatal de Caxambu                        | Paraná               |                                                        |                 |
|        | -           | Parque Estatal do Cerrado                        | Paraná               |                                                        |                 |
|        | -           | Parque Estatal Graciosa                          | Paraná               |                                                        |                 |
|        | -           | Parque Estatal Guartelá                          | Paraná               |                                                        |                 |
|        | -           | Parque Estatal de Ibiporã                        | Paraná               |                                                        |                 |
|        | -           | Parque Estatal da Ilha do Mel                    | Paraná               |                                                        |                 |
|        | -           | Parque Estatal do Lago Azul                      | Paraná               |                                                        |                 |
|        | -           | Parque Estatal das Lauráceas                     | Paraná               |                                                        |                 |
|        | -           | Parque Estatal Mata dos Godoy                    | Paraná               |                                                        |                 |
|        | -           | Parque Estatal Mina Velha e Arco da Gruta        | Paraná               |                                                        |                 |
|        | -           | Parque Estatal do Monge                          | Paraná               |                                                        |                 |
|        | -           | Parque Estatal do Pau-Oco                        | Paraná               |                                                        |                 |
|        | -           | Parque Estatal de Palmas                         | Paraná               |                                                        |                 |
|        | -           | Parque Estatal do Penhasco Verde                 | Paraná               |                                                        |                 |
|        | -           | Parque Estatal Pico Marumbi                      | Paraná               |                                                        |                 |
|        | -           | Parque Estatal Professor José Wachowics          | Paraná               |                                                        |                 |
|        | -           | Parque Estatal Rio Guaraní                       | Paraná               |                                                        |                 |
|        | -           | Parque Estatal Rio das Onças                     | Paraná               |                                                        |                 |
|        | -           | Parque Estatal Roberto Ribas Lange               | Paraná               |                                                        |                 |
|        | -           | Parque Estatal Serra da Baitaca                  | Paraná               |                                                        |                 |
|        | -           | Parque Estatal Vila Rica do Espírito Santo       | Paraná               |                                                        |                 |
|        | -           | Parque Estatal de Vila Velha                     | Paraná               |                                                        |                 |
|        | -           | Parque Estatal Mata São Francisco                | Paraná               |                                                        |                 |
|        | -           | Parque Estatal Pico Paraná                       | Paraná               |                                                        |                 |
|        | -           | Parque Estatal de Camaquã                        | Río Grande del Sur   |                                                        |                 |
|        | -           | Parque Estatal do Caracol                        | Río Grande del Sur   |                                                        |                 |
|        | -           | Parque Estatal do Delta do Jacuí                 | Río Grande del Sur   |                                                        |                 |
|        | -           | Parque Estatal do Espinilho                      | Río Grande del Sur   |                                                        |                 |
|        | -           | Parque Estatal Espigão Alto                      | Río Grande del Sur   |                                                        |                 |
|        | -           | Parque Estatal de Itapuã                         | Río Grande del Sur   |                                                        |                 |
|        | -           | Parque Estatal de Nonoai                         | Río Grande del Sur   |                                                        |                 |
|        | -           | Parque Estatal de Rondinha                       | Río Grande del Sur   |                                                        |                 |
|        | -           | Parque Estatal de Tainhas                        | Río Grande del Sur   |                                                        |                 |
|        | -           | Parque Estatal de Torres                         | Río Grande del Sur   |                                                        |                 |
|        | -           | Parque Estatal da Guarita                        | Río Grande del Sur   |                                                        |                 |
|        | -           | Parque Estatal Turvo                             | Río Grande del Sur   |                                                        |                 |
|        | -           | Parque Estatal das Araucárias                    | Santa Catarina       |                                                        |                 |
|        | -           | Parque Florestal do Rio Vermelho                 | Santa Catarina       |                                                        |                 |
|        | -           | Parque Estatal Fritz Plaumann                    | Santa Catarina       |                                                        |                 |
|        | -           | Parque Estatal Rio Canoas                        | Santa Catarina       |                                                        |                 |
|        | -           | Parque Estatal da Serra Furada                   | Santa Catarina       |                                                        |                 |
|        | -           | Parque Estatal da Serra do Tabuleiro             | Santa Catarina       |                                                        |                 |
|        | -           | Parque Estatal Acarí                             | Santa Catarina       |                                                        |                 |